# Faubourg Saint-Jacques
Faubourg Saint-Jacques est le nom successif de plusieurs anciens faubourgs méridionaux de Paris, désormais incorporés à cette ville et faisant aujourd'hui partie des 5e et 14e arrondissements.

## Historique
À mesure que Paris s'agrandit et reporte ses limites plus loin, le terme désigne successivement deux territoires distincts situés hors les murs. 
Entre la fin du XIIe siècle et la deuxième moitié du XVIIIe siècle, la ville est délimitée sur la rive gauche par l'enceinte de Philippe Auguste, puis lorsque celui-ci tombe en ruine, par les fossés qui le précèdent. Durant cette période, le faubourg Saint-Jacques commence à la porte Saint-Jacques, située à l'angle des actuelles rues Saint-Jacques et Soufflot. Ce faubourg est alors centré sur l'église Saint-Jacques-du-Haut-Pas et sur la rue du Faubourg Saint-Jacques, qui est le prolongement extra-muros de la rue Saint-Jacques intra-muros. 
Dans la deuxième moitié du XVIIIe siècle, la construction du mur des Fermiers généraux sous Louis XVI et la réorganisation territoriale de 1790 reportent la limite de Paris à l'actuel boulevard Saint-Jacques, englobant dès lors l'ancien faubourg.
Dans l'odonymie actuelle, la voie porte le nom de « rue du Faubourg Saint-Jacques » à partir du boulevard de Port-Royal.
Durant la Révolution, le faubourg porte le nom de « Faubourg-de-l'Observatoire ».